# Dealu Frumos (okręg Ardżesz)
Dealu Frumos – wieś w Rumunii, w okręgu Ardżesz, w gminie Stâlpeni. W 2011 roku liczyła 45 mieszkańców.